# Terellia cyanoides
Terellia cyanoides är en tvåvingeart som beskrevs av Valery Korneyev 2003. Terellia cyanoides ingår i släktet Terellia och familjen borrflugor.
Artens utbredningsområde är Ukraina. Inga underarter finns listade i Catalogue of Life.